# Kostel svaté Máří Magdaleny (Krasíkov)
Kostel svaté Máří Magdaleny na hradním vrchu nad Krasíkovem u Kokašic je římskokatolický kostel ve farnosti Konstantinovy Lázně v okrese Tachov. Spolu se zříceninou hradu Švamberk je chráněn jako kulturní památka.

## Historie

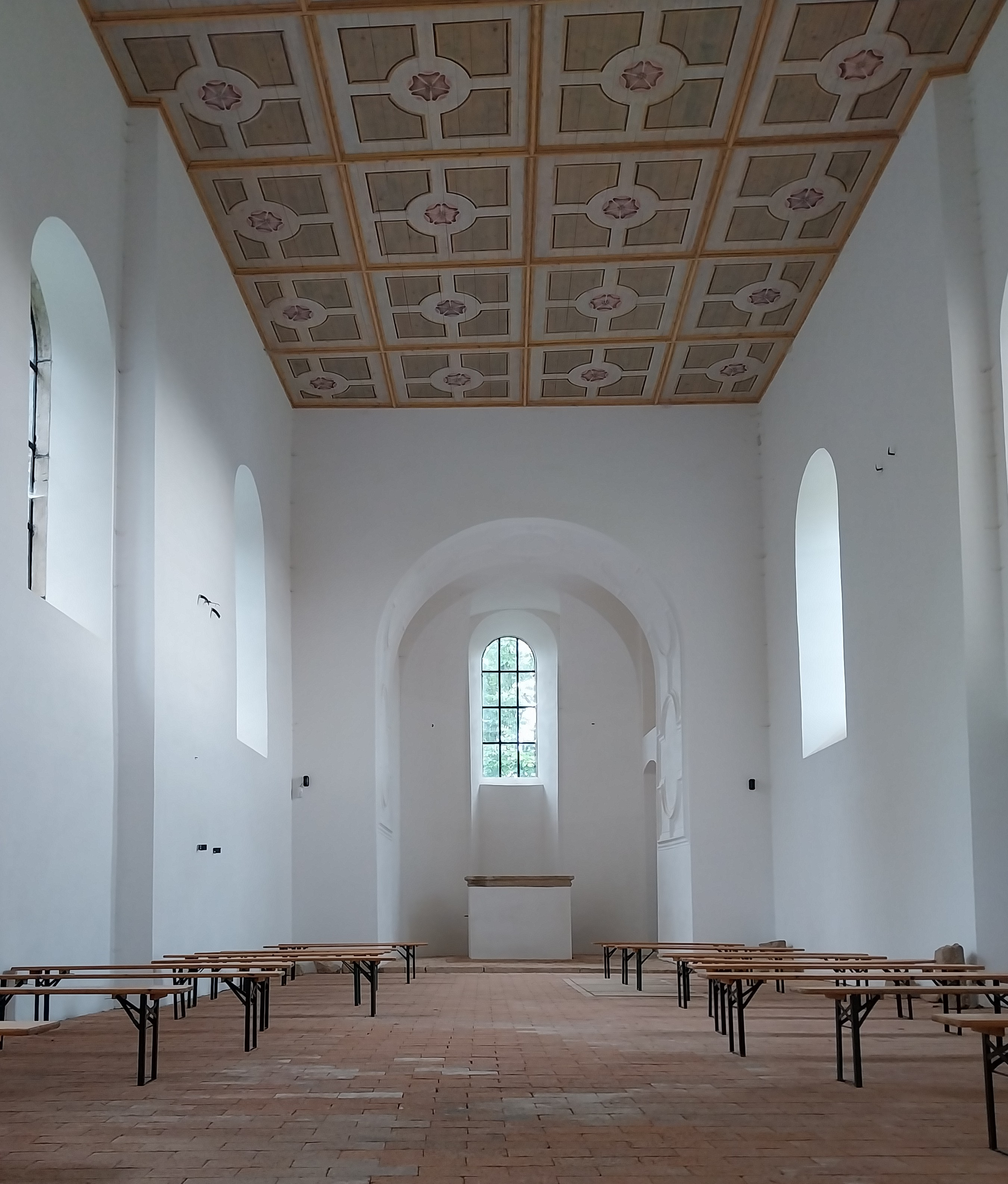
Interiér kostela po rekonstrukci omítky v roce 2020

Zakladatelem kostela byl v roce 1650 Jan Bedřich ze Švamberka, který jej po požáru hradu nechal postavit na základech gotické hradní kaple. O dva roky později nechal pro kostel ulít nové zvony. V letech 1707–1710 dali kostel rozšířit manželé Jan Josef z Vrtby a Zuzana Antonie z Heisenštejna. Součástí kostela byla rodová hrobka pánů ze Švamberka, kterou roku 1787 otevřel čelivský farář Jan Böhm a s pomocí úředníka z krasíkovského dvora z ní odnesl pozlacený kříž, šperky, cínové desky se jmény pohřbených a kovová pouzdra některých rakví. Získaný materiál prodal a z části nechal vyrobit zařízení pro čelivskou faru. Za svůj čin byl potrestán ročním vězením.
Na konci devatenáctého století patřil hrad rodu Löwensteinů, kteří kostel v letech 1880 a 1891 opravili a upravili v novorenesančním slohu. V roce 1903 byla zkoumána hrobka, ve které bylo nalezeno třináct velkých a osm malých rakví, z nichž jedna patřila Marii Františce ze Švamberka († 7. října 1634), dceři Jana Bedřicha ze Švamberka.
Ještě v roce 1956 byla opravena střecha kostela, ale brzy ji zničila větrná smršť. V následujících letech bylo zařízení kostela rozkradeno a poničeno. K jedné události došlo 4. prosince 1960, kdy zde šest mladíků způsobilo škodu ve výši 160 tisíc korun, za což byli potrestáni pokutou ve výši 25 000 korun. I přestože byl kostel zabezpečen, byla o tři roky později zdemolována hrobka a v dalších letech se ztratily varhany. Na přelomu sedmdesátých a osmdesátých let dvacátého století se zřítil kazetový strop. Menší rekonstrukční práce začaly až po roce 1987.

## Stavební podoba
Kostel je obdélná stavba s polygonálně ukončeným presbytářem, jehož základem se stala pozdně gotická dělostřelecká bašta. U jižní strany kostela stojí hranolová věž. Pod jedním z oken je zazděna špaleta renesančního okna se znaky pánů ze Švamberka. Do západního průčelí je zasazen alianční znak Jana Josef z Vrtby a jeho manželky Zuzany Antonie z Heisenštejnu.